# Bandera de Parres
La bandera de Parres (Asturias) es rectangular, de un largo equivalente a 3/2 el ancho. El paño es de color azul, y lleva el escudo del concejo en el centro.
- Datos: Q5718701